# US-Präsidentschaftswahlen 1960 in Alabama

Wahlergebnis auf Countyebene in Alabama

Die US-Präsidentschaftswahlen 1960 in Alabama fanden am 8. November 1960 im Rahmen der nationalen Präsidentschaftswahl statt. Elf Wahlmänner wurden gewählt, von denen sechs für Senator Harry F. Byrd aus Virginia und fünf für Senator John F. Kennedy aus Massachusetts stimmten.
In Alabama stimmten die Wähler einzeln für die Personen, nicht wie in den anderen 49 Staaten. 22 Personen standen auf dem Stimmzettel, 11 Republikaner und 11 Demokraten. Die Wähler konnten bis zu elf Kandidaten wählen. Infolge einer staatlichen Vorwahl hatte die Demokratische Partei eine gemischte Liste von Personen, von denen fünf sich an Kennedy verpflichteten und die restlichen sechs nicht verpflichteten.
Die meisten Stimmen für einen Präsidentenkandidaten waren 324.050 Stimmen für Frank M. Dixon, der nicht verpflichtet war. Die meisten Stimmen für einen Kandidaten, die Kennedy zugesagt hatten, waren 318.303 für C. G. Allen und die meisten Stimmen für einen republikanischen Wähler waren 237.981 für Cecil Durham. Infolgedessen wurden sechs nicht verpflichtete Kandidaten und fünf an Kennedy gebundene Kandidaten gewählt. Alle sechs gewählten, nicht für Kennedy verpflichteten Wahlmänner gaben ihre Stimme für Byrd ab.
Unterschiedliche Methoden wurden verwendet, um die Abstimmung auf Kennedy und nicht verpflichtete Stimmen aufzuteilen. Eine Methode besteht darin, die 318.303 Stimmen als Kennedy-Stimmen und die 324.050 Stimmen als nicht zugesagte Stimmen zu verwenden, was eine viel höhere Summe ergibt als die tatsächlich abgegebenen Stimmen. Eine andere ist, die 318.303 Stimmen als Kennedy-Stimmen und den Rest (5.747 Stimmen) als nicht zugesagte Stimmen zu nehmen. Ein dritter besteht darin, die 324.050 im Verhältnis von 5⁄11 zu 6⁄11 nach dem Anteil der Wähler aufzuteilen, was 147.295 Stimmen für Kennedy und 176.755 Stimmen für nicht verpflichtete Wähler ergibt. In allen Fällen hatte der republikanische Kandidat Richard Nixon aus Kalifornien, damals Vizepräsident der Vereinigten Staaten, 237.981 Stimmen. Wenn die letzte Methode angewendet wird, bedeutete dies, dass Nixon die Wahl in Alabama gewonnen hat.
Die Ergebnisse der Wahl 1960 in Alabama galten als sehr umstritten.